# Lothar Nettelmann
Lothar Nettelmann (geboren 1947) ist ein deutscher Autor und Aktivist in der Völkerverständigung zwischen Deutschland und Polen. Er lebt als Pensionär in der Region Hannover.

## Leben
Der in der Nachkriegszeit geborene Nettelmann studierte von 1968 bis 1973 die Fächer
Politische Wissenschaft, Chemie und Pädagogik an der Technischen Universität Hannover. Ab 1973 bis 2009 arbeitete er als Lehrer an einem Gymnasium in Hannover. Er publizierte mehrfach in Kooperation mit dem UNESCO-Club für die UNESCO-Schule am Maschsee, Bismarckschule sowie der Deutsch-Polnischen Gesellschaft Hannover beispielsweise zum Schüleraustausch und Studienreisen zwischen deutschen und polnischen Schülern, zu europäischen Umbrüchen in deutsch-polnischer Perspektive oder Zur Frage einer polnischen Nationalkultur.
Während seiner Zeit als Lehrer übte Nettelmann zudem ab 1979 mehrere ehrenamtliche Tätigkeiten in der Deutsch-Polnischen Gesellschaft aus, darunter von 2001 bis 2003 als Vorsitzender der Deutsch-Polnischen Gesellschaft Hannover.
Parallel zu seiner Tätigkeit als Gymnasiallehrer promovierte er 1996 im Fach Soziologie über die Solidarność-Bewegung in Polen 1980/81; Herausgeber der Hochschulschrift unter dem Titel Polnische Intellektuelle und Arbeiter 1980/81 war der Verband der Politiklehrer e.V. mit Sitz in Hannover.
Lothar Nettelmann veröffentlichte zahlreiche fachdidaktische Publikationen zur Politischen Bildung sowie zur Politikdidaktik im Themenbereich Osteuropa, schwerpunktmäßig über Polen.

## Schriften (Auswahl)

### Monographien

#### Verlagsveröffentlichungen
- Lothar Nettelmann, Gerhard Voigt: Polen – Nation ohne Ausweg? Eine Einführung in Politik, Gesellschaft, Wirtschaft, Kultur und Umwelt (= Geschichte und Staat, Bd. 274), München: Olzog, 1986, ISBN 978-3-7892-7289-9 und ISBN 3-7892-7289-2
- Religion(en) und Gewalt. Friedliches Miteinander und Zerstörung – Hoffnung durch konstruktive Zusammenarbeit und Bildung, Hannover: ecce Verlag, [2019], ISBN 978-3-9813978-1-9; Inhaltsverzeichnis

#### Sonstige Monographien
- Junge Deutsche und Polen begegnen sich. Schüleraustausch und Studienreisen / Deutsch-Polnische Gesellschaft Hannover e.V. und UNESCO-Club für die UNESCO-Schule am Maschsee, Bismarckschule Hannover e.V. (= Schriftenreihe des UNESCO-Clubs für die UNESCO-Schule am Maschsee, Bismarckschule Hannover e.V.), hrsg. von Lothar Nettelmann und Gerhard Voigt. Mit einem Vorwort von Herbert Schmalstieg, 1. Auflage, Hannover: Deutsch-Polnische Gesellschaft; Hannover: UNESCO-Club für die UNESCO-Schule am Maschsee, Bismarckschule, 1990
  - 2., veränderte und erweiterte Auflage, 1993
- Polnische Intellektuelle und Arbeiter 1980/81 (= Politik-Unterricht aktuell, 1997, Sonderheft), zugleich Dissertation 1996 an der Universität Hannover, Hannover: Verband der Politiklehrer, ISBN 978-3-9804023-4-7
- Polska droga ku wolności. Spojrzenie niemieckiego publicysty (= Instytut Zachodni: Prace Instytutu Zachodniego, Nr. 67), Poznań: Instytut Zachodni, 2001, ISBN 83-87688-12-6

### Beiträge in Zeitschriften und Sammelwerken
- Gerhard Voigt, Lothar Nettelmann: Die Arbeit einer UNESCO-Schule: z. B. Schulpartnerschaften mit Polen und der Türkei (= Oldenburger VorDrucke, Heft 98), Hrsg.: Universität Oldenburg, Oldenburg: Zentrum für Pädagogische Berufspraxis, 1990
- Lothar Nettelmann (Hrsg.): Europäische Umbrüche in deutsch-polnischer Perspektive. Reflexionen zur Entwicklungsdynamik in Mitteleuropa (= Schriftenreihe des Unesco-Clubs für die Unesco-Schule am Maschsee, Bismarckschule Hannover e.V., Sonderheft, 2001, Heft 1), Hannover: UNESCO-Club für die UNESCO-Schule am Maschsee, Bismarckschule, 2001, ISBN 978-3-930307-11-1; Inhaltsverzeichnis
- Lothar Nettelmann, Dariusz Adamczyk (Hrsg.): Zur Frage einer polnischen Nationalkultur. Polen in Europa: Vergangenheit, Gegenwart, Zukunft. Beiträge der Tagung „Zur Frage einer Polnischen Nationalkultur“ der Deutsch-Polnischen Gesellschaft Hannover e.V. im Oktober 2001 (= Schriftenreihe des Unesco-Clubs für die Unesco-Schule am Maschsee, Bismarckschule Hannover e.V., Sonderheft, 2002, Heft 1), Hannover: UNESCO-Club für die UNESCO-Schule am Maschsee, Bismarckschule, 2002, ISBN 978-3-930307-10-4 und ISBN 3-930307-10-3
- Bildung von Stereotypen anstatt Neuanfang – weder Antifaschismus noch Bewältigung? (= Texte zur politischen Bildung, Heft 38), Leipzig: Rosa-Luxemburg-Stiftung Sachsen, 2007, ISBN 978-3-89819-262-0